# Apex (музыкант)
Роб Диксон (англ. Rob Dickeson, более известный под псевдонимом Apex [А́пекс], 16 августа 1980, Дартфорд, Кент — 30 сентября 2017) — британский музыкальный продюсер и диджей.

## Биография
Роб Диксон родился 16 августа 1981 года в Дартфорде, Англия, а его детство прошло в Мейдстоне, графство Кент. Диксон был мульти-инструменталистом, основным инструментом которого была гитара, на которой он играл с 12 лет. До начала сольной карьеры Роб был одним из участников музыкального драм-н-бейс проекта «Unknown Error». Именно в составе этого дуэта к нему пришла первая популярность, когда выпущенный в 2004 году трек «Shadows» попал на восьмое место чарта «BBC 1Xtra». После этого последовали релизы на лейблах «Moving Shadow», «Renegade Hardware» и «Horizons».
Первая его сольная работа «The Space Between feat. Ayah», изданная в апреле 2007 года на «Renegade Hardware», попала в «BBC Radio1 D&B Top Ten» и была включена в миксы «D&B Arena Mix» и «Weapons of Mass Creation 3».
В том же 2007 году Apex присоединяется к проекту Криса Ренегейда «Lifted Music». Конец 2007 и начало 2008 года Apex провёл в мировом гастрольном туре с серией вечеринок от лейбла «Lifted Music Recordings». На этом лейбле в феврале 2008 вышла его сольная EP пластинка «Wall Of Sound».
Apex умер 30 сентября 2017 года. Причина его смерти неизвестна, однако источники, близкие к Диксону, утверждают, что его смерть была результатом самоубийства.